# Sammy McIlroy
Samuel Baxter "Sammy" McIlroy (født 2. august 1954 i Belfast, Nordirland) er en nordirsk tidligere international fodboldspiller som blandt andet har spillet for Manchester United. Efter sin spillekarriere blev han træner for forskellige engelske fodboldhold og det nordirske fodboldlandshold. Han er i øjeblikket manager for Football League Two-holdet Morecambe.

## Spillerkarriere
McIlroy kom fra Belfast og spillede fra 1971 til 1982 for Manchester United. Han var den sidste unge spiller til skrive under for Matt Busby, derfor gjorde det ham til den sidste af Busby Babes. Han scorede i sin førsteholddebutkamp I 1971 i en alder af 17 år i et 3-3-opgør i et Manchester-derby mod Manchester City på Maine Road den 6. november, men han var ikke i stand til at få sig en regelmæssig førsteholdsplads inden 1974-75-sæsonen. Dette var kort tid efter at United var rykket ned fra toppen af den bedste liga, men han hjalp dem med at komme tilbage igen, og de sluttede på en tredjeplads i toppen af ligaen et år senere, og de nåede også til FA Cup-finalen – som de overraskende tabte til Southampton. Et år senere fik McIlroy en guldmedalje i cuppen, da United vandt 2-1 mod Liverpool. To år senere fik de endnu en medalje for andenpladsen, efter at United havde tabt 3-2 til Arsenal.
Sent i 1970’erne flyttede McIlroy fra 'Reds'-angriber til –midtbanespiller.
I 1982 blev han solgt til Stoke City, hvor han spillede de næste fire sæsoner. McIlroy spillede i Örgryte IS i Allsvenskan i 1986, Manchester City i 1986-87, Bury fra 1987 til 1990 og Preston North End i 1989/90.
Som spiller for det nordirske fodboldlandshold fik McIlroy 88 kampe, og han scorede 5 mål. Han spillede i alle landet kamp under både VM i fodbold 1982, hvor Nordirland blev besejret af værtsnationen Spanien i anden runder, og i VM i fodbold 1986, hvor han var anfører for holdet.